# Werwolf (deutsche Band)
Werwolf war eine deutsche Rechtsrock-Band aus Gütersloh, die Anfang der 1990er aktiv war.

## Bandgeschichte
Werwolf wurden 1988 in Gütersloh gegründet. Damit gehörten sie zur zweiten Welle an Rechtsrock-Bands, die sich etwa um die Zeit nach dem Ausstieg der Böhsen Onkelz aus der Szene gründeten. Zusammen mit 08/15 aus Düsseldorf und Offensive aus Bonn gehörten sie außerdem zu den ersten rechten Musikgruppen aus Nordrhein-Westfalen.
Nach zwei Demos erschien 1990 über das Rechtsrock-Label Rock-O-Rama das Debütalbum Vereint, das am 30. Januar 1991 von der Bundesprüfstelle für jugendgefährdende Schriften (BPjS) indiziert wurde. 1991 erschien das zweite Album Schlachtruf, gefolgt vom dritten und letzten Album Ewige Narben 1992.
Die Band löste sich 1993 auf, nachdem beim damaligen Bassisten bei einer Hausdurchsuchung neben Propagandamaterial auch 6,8 Kilogramm Sprengstoff gefunden wurde. Er wurde anschließend zu einer Haftstrafe verurteilt. Postum erschien 1996 ein Split-Livealbum mit der Band Tonstörung über das Label NS-Records. Das Album wurde am 19. August 1998 ebenfalls indiziert. Es folgte 1998 das Album Herz aus Stahl, eine Kompilation mit den nicht beanstandeten Stücken des Albums Vereint.

## Nach Werwolf
Sänger G. war später Mitglied der Road Crew 24, einer Art Fangruppierung um die Rechtsrock-Band Barking Dogs.

## Diskografie

### Alben
- 1990: Vereint (Rock-O-Rama, indiziert)
- 1991: Schlachtruf (Rock-O-Rama)
- 1992: Ewige Narben (Rock-O-Rama)
- 1996: Live (Split-CD mit Tonstörung, NS-Records, indiziert)

### Kompilationen
- 1998: Herz aus Stahl (IND-Records, Vereint ohne die beanstandeten Lieder)
- 2004: The Best of Werwolf Vol. 1 & 2 (Celtic Moon)
- 2013: Nicht mehr mit uns (Rock-O-Rama)

### Demos
- 1988: Live im Übungsraum
- 1989: Skinheads (Demotape 1989)